# Campionati europei di atletica leggera indoor 2023 - 60 metri ostacoli femminili
La gara dei 60 metri ostacoli femminili ai campionati europei di atletica leggera indoor di Istanbul 2023 si è svolta il 4 e il 5 marzo 2023 presso l'Ataköy Athletics Arena.

## Podio
| Pos.    | Atleta           | Nazionalità |
| ------- | ---------------- | ----------- |
| Oro     | Reetta Hurske    | Finlandia   |
| Argento | Nadine Visser    | Paesi Bassi |
| Bronzo  | Ditaji Kambundji | Svizzera    |

## Record
| Record                | Record              | Record | Record               | Record           |
| --------------------- | ------------------- | ------ | -------------------- | ---------------- |
| Record mondiale       | Susanna Kallur      | 7"68   | Karlsruhe, Germania  | 10 febbraio 2008 |
| Record europeo        | Susanna Kallur      | 7"68   | Karlsruhe, Germania  | 10 febbraio 2008 |
| Record dei campionati | Ludmila Narožilenko | 7"74   | Glasgow, Regno Unito | 4 marzo 1990     |

## Programma
| Data         | Ora   | Turno      |
| ------------ | ----- | ---------- |
| 4 marzo 2023 | 10:35 | Batterie   |
| 5 marzo 2023 | 10:55 | Semifinali |
| 5 marzo 2023 | 20:55 | Finale     |

## Risultati

### Batterie
Si qualificano alle semifinali le prime tre classificate di ogni batteria (Q) e le ulteriori quattro atlete più veloci (q).
| Pos. | Batt. | Atleta               | Nazione     | Tempo | Note                                     |
| ---- | ----- | -------------------- | ----------- | ----- | ---------------------------------------- |
| 1    | 1     | Nadine Visser        | Paesi Bassi | 7"88  | Q                                        |
| 2    | 3     | Reetta Hurske        | Finlandia   | 7"93  | Q                                        |
| 3    | 3     | Mette Graversgaard   | Danimarca   | 7"96  | Q                                        |
| 4    | 1     | Laeticia Bapté       | Belgio      | 7"97  | Q                                        |
| 5    | 2     | Cyréna Samba-Mayela  | Belgio      | 7"99  | Q                                        |
| 6    | 4     | Ditaji Kambundji     | Svizzera    | 8"02  | Q                                        |
| 7    | 4     | Sarah Lavin          | Irlanda     | 8"03  | (.027) Q                                 |
| 8    | 3     | Judy Chalcou         | Francia     | 8"03  | (.028) Q                                 |
| 9    | 2     | Maayke Tjin-A-Lim    | Paesi Bassi | 8"03  | (.030) Q                                 |
| 10   | 1     | Gréta Kerekes        | Ungheria    | 8"04  | Q                                        |
| 11   | 2     | Natalia Christofi    | Cipro       | 8"08  | (.072) Q                                 |
| 12   | 4     | Zoë Sedney           | Paesi Bassi | 8"08  | (.079) Q                                 |
| 13   | 2     | Weronika Nagięć      | Polonia     | 8"09  | q                                        |
| 14   | 4     | Elisa Di Lazzaro     | Italia      | 8"10  | q                                        |
| 15   | 1     | Anne Zagré           | Belgio      | 8"13  | q                                        |
| 16   | 2     | Annimari Korte       | Finlandia   | 8"14  | q                                        |
| 17   | 2     | Mathilde Heltbech    | Danimarca   | 8"15  | Miglior prestazione personale stagionale |
| 18   | 4     | Lotta Harala         | Finlandia   | 8"17  | (.163)                                   |
| 19   | 1     | Xènia Benach         | Spagna      | 8"17  | (.166)                                   |
| 20   | 1     | Monika Zapalska      | Germania    | 8"19  |                                          |
| 21   | 2     | Anna Tóth            | Ungheria    | 8"20  |                                          |
| 22   | 4     | Olimpia Barbosa      | Portogallo  | 8"21  | (.206)                                   |
| 23   | 3     | Andrea Rooth         | Norvegia    | 8"21  | (.208) TR16.5.3                          |
| 24   | 4     | Anja Lukić           | Serbia      | 8"23  | (.221)                                   |
| 25   | 1     | Victoria Rausch      | Lussemburgo | 8"23  | (.224)                                   |
| 26   | 3     | Viktória Forster     | Slovacchia  | 8"24  |                                          |
| 27   | 3     | Anna Plotitsyna      | Ucraina     | 8"26  |                                          |
| 28   | 3     | Nicla Mosetti        | Italia      | 8"30  |                                          |
| 29   | 2     | Anais Karagianni     | Grecia      | 8"34  |                                          |
| 30   | 1     | Joni Tomičič Prezelj | Slovenia    | 9"22  |                                          |
| -    | 4     | Elisavet Pesiridou   | Grecia      | dns   |                                          |

### Semifinali
Si qualificano alla finale le prime quattro atlete di ogni semifinale (Q).
| Pos. | Semi | Atleta              | Nazione     | Tempo | Note                                     |
| ---- | ---- | ------------------- | ----------- | ----- | ---------------------------------------- |
| 1    | 2    | Reetta Hurske       | Finlandia   | 7"85  | Q                                        |
| 2    | 2    | Laeticia Bapté      | Francia     | 7"91  | Q                                        |
| 3    | 1    | Nadine Visser       | Paesi Bassi | 7"93  | Q                                        |
| 4    | 1    | Mette Graversgaard  | Danimarca   | 7"94  | Q                                        |
| 5    | 1    | Ditaji Kambundji    | Svizzera    | 7"97  | Q                                        |
| 6    | 2    | Sarah Lavin         | Irlanda     | 7"99  | Q                                        |
| 7    | 2    | Gréta Kerekes       | Ungheria    | 8"00  | (.997) Q                                 |
| 8    | 2    | Cyréna Samba-Mayela | Francia     | 8"00  | (.000)                                   |
| 9    | 1    | Maayke Tjin-A-Lim   | Paesi Bassi | 8"02  | Q                                        |
| 10   | 2    | Zoë Sedney          | Paesi Bassi | 8"06  | (.051)                                   |
| 11   | 2    | Elisa Di Lazzaro    | Italia      | 8"06  | (.052)                                   |
| 12   | 2    | Anne Zagré          | Belgio      | 8"08  | Miglior prestazione personale stagionale |
| 13   | 1    | Annimari Korte      | Finlandia   | 8"13  |                                          |
| 14   | 1    | Weronika Nagięć     | Polonia     | 8"15  |                                          |
| -    | 1    | Judy Chalcou        | Francia     | dns   |                                          |
| -    | 1    | Natalia Christofi   | Cipro       | dns   |                                          |

### Finale[3]
| Pos.    | Corsia | Atleta             | Nazione     | Tempo | Note                                     |
| ------- | ------ | ------------------ | ----------- | ----- | ---------------------------------------- |
| Oro     | 5      | Reetta Hurske      | Finlandia   | 7"79  | =                                        |
| Argento | 4      | Nadine Visser      | Paesi Bassi | 7"84  | Miglior prestazione personale stagionale |
| Bronzo  | 7      | Ditaji Kambundji   | Svizzera    | 7"91  |                                          |
| 4       | 6      | Mette Graversgaard | Danimarca   | 7"92  | Record nazionale                         |
| 5       | 3      | Laeticia Bapté     | Francia     | 7"97  |                                          |
| 6       | 8      | Sarah Lavin        | Irlanda     | 8"03  | (.024)                                   |
| 7       | 1      | Gréta Kerekes      | Ungheria    | 8"03  | (.030)                                   |
| 8       | 2      | Maayke Tjin-A-Lim  | Paesi Bassi | 8"09  |                                          |